# Прощание Абеляра и Элоизы
«Прощание Абеляра и Элоизы» — картина австрийской художницы Ангелики Кауфман из собрания Государственного Эрмитажа.
Картина написана как иллюстрация знаменитого средневекового сюжета о любви философа Пьера Абеляра и Элоизы, племянницы парижского каноника Фульбера. Изображена сцена прощания Абеляра с Элоизой возле входа в женский монастырь Святой Марии в Аржантёе.
Точная дата создания картины неизвестна, считается, что она написана до 1780 года, во время пребывания Ангелики Кауфман в Лондоне, поскольку в том году в Лондоне гравюру с картины выполнил русский художник Г. И. Скородумов. Внизу картины по центру на каменной плите имеется трудноразличимая подпись Angelica K. pinx.
Кандидат искусствоведения, старший научный сотрудник Отдела западноевропейского изобразительного искусства Государственного Эрмитажа Ч. А. Мезенцева в своём очерке искусства Германии XV—XVIII веков, проводя детальный анализ картины, отнеслась к картине довольно критически:

…в картине нет подлинной силы переживания, что также импонировало публике, видевшей предназначение искусства лишь в удовлетворении чувства изящного. Красиво страдающие герои сохраняют условность движений и поз, сцена напоминает разыгранное на театральных подмостках действие. Автор, перерабатывая формы античности, делает их более рафинированными, овеянными лёгкой сентиментальной грустью.
…полотно даёт представление об одной из разновидностей немецкого классицизма с чертами сентиментализма и зарождающегося романтизма.

Обстоятельства появления картины в России не выяснены, к 1797 году она уже числилась в Эрмитажном собрании. Картина долгое время хранилась в фондах и не была представлена в постоянной экспозиции, но с лета 2021 года выставляется в Запасной галерее Зимнего дворца, зал 348.